# دهکده خورشیدی

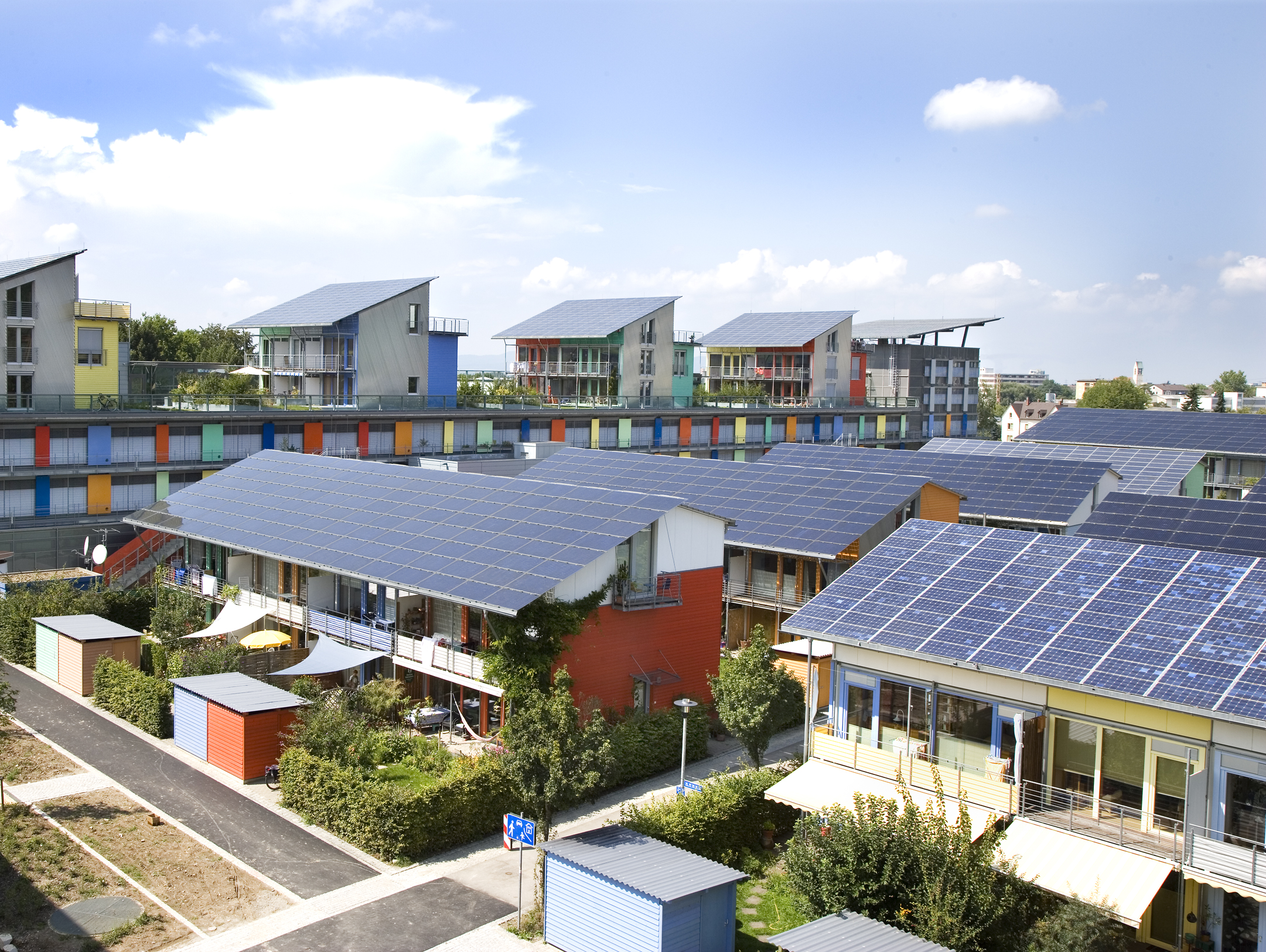
ساختمان‌های شهرک خورشیدی

دهکده خورشیدی (به انگلیسی: Solar Settlement) یک مجموعه مسکونی ۵۹ واحدی انرژی مثبت (Plus Energy) در فرایبورگ (Freiburg) آلمان می‌باشد.
معمار خورشیدی رولف دیچ (Rolf Disch) قصد داشته که مطابق ایدهٔ انرژی مثبت (Plus Energy) خود که اساس تشکیل آن کاربرد خانه آفتابگردان (Heliotrope home) در مجتمع‌های انبوه مسکونی می‌باشد، را ارائه کند. در واقع ساختمان‌های انرژی مثبت عبارت است از ساختمان‌هایی که خودشان از طریق مولدهای انرژی تجدیدپذیر تولید انرژی می‌کنند. این مجموعهٔ مسکونی از سال ۲۰۰۲ برندهٔ جوایزی از قبیل جایزه یکپارچگی خورشیدی PVمسکونی (سال ۲۰۰۲) و هم چنین جایزه زیباترین مجموعه مسکونی آلمان (سال ۲۰۰۶) می‌شود. این اولین مجموعه مسکونی در جهان می‌باشد که همهٔ خانه‌های تولید شده در آن یک تعادل انرژی مثبت و انتشار گازهای گلخانه‌ای وکربن دی‌اکسید خنثی را دارا هستند.

## توسعه مجموعه
این مجموعه در بین سال‌های ۲۰۰۰ و ۲۰۰۵ در محله ووبان،  فرایبورگ (Vauban) ساخته شده‌است تا طراحی هر خانه حداکثر بازده انرژی و تبدیل لایحه‌های انرژی به درآمد انرژی را ارائه کند. شهرک خورشیدی ایده دیچ را به عنوان یک اصل محیط زیستی لازم‌الاجرا اثبات می‌کند چرا که این خانه‌ها بیش از ۸ سال سکونت و هر یک سالانه بیش از ۴ هزار یورو (معادل ۵۶۰۰ دلار) بهره انرژی خورشیدی را ممکن ساخته‌اند. دیچ بر این اعتقاد می‌باشد که در معرض نمایش گذاشتن مجموعه اش به همان اندازه که آن را با محیط زیست سازگار بکند، مهم است. 
دیچ می‌گوید که ما به۵۰ خانه که لایحه (قبض) انرژی آن‌ها حذف شده و در شبکه شهری از انرژی تجدیدپذیر پایدار و پاک تغذیه کرده‌اند نیاز داریم. آن‌ها با هم برای این هدف که اکولوژی پایدار و توسعه اقتصادی است همکاری می‌کنند که جهانی بدون عیب با مجموعه‌ای مقرون به صرفه (اقتصادی)، زیبا، راحت و در حقیقت برتر را نشان بدهند. ساکنان دهکده خورشیدی مدعی نمی‌شوند که توافق‌هایی را در پایدار زندگی کردنشان ایجاد کرده‌اند بلکه ترجیحاً هر دو، هم بهبود اقتصادی (مقرون به صرفه بودن) و هم بهبود محیطی (سازگار با محیط زیست بودن) را با هم دارند. 
این مجموعه از الوارهای چوب درخت سیاه (Black Forest) ساخته شده‌اند. چوب استفاده شده در داخل و روشنایی طبیعی، فضای روشنایی و جریان طبیعی اتاق به اتاق مسرت بخشی را فراهم می‌کند.

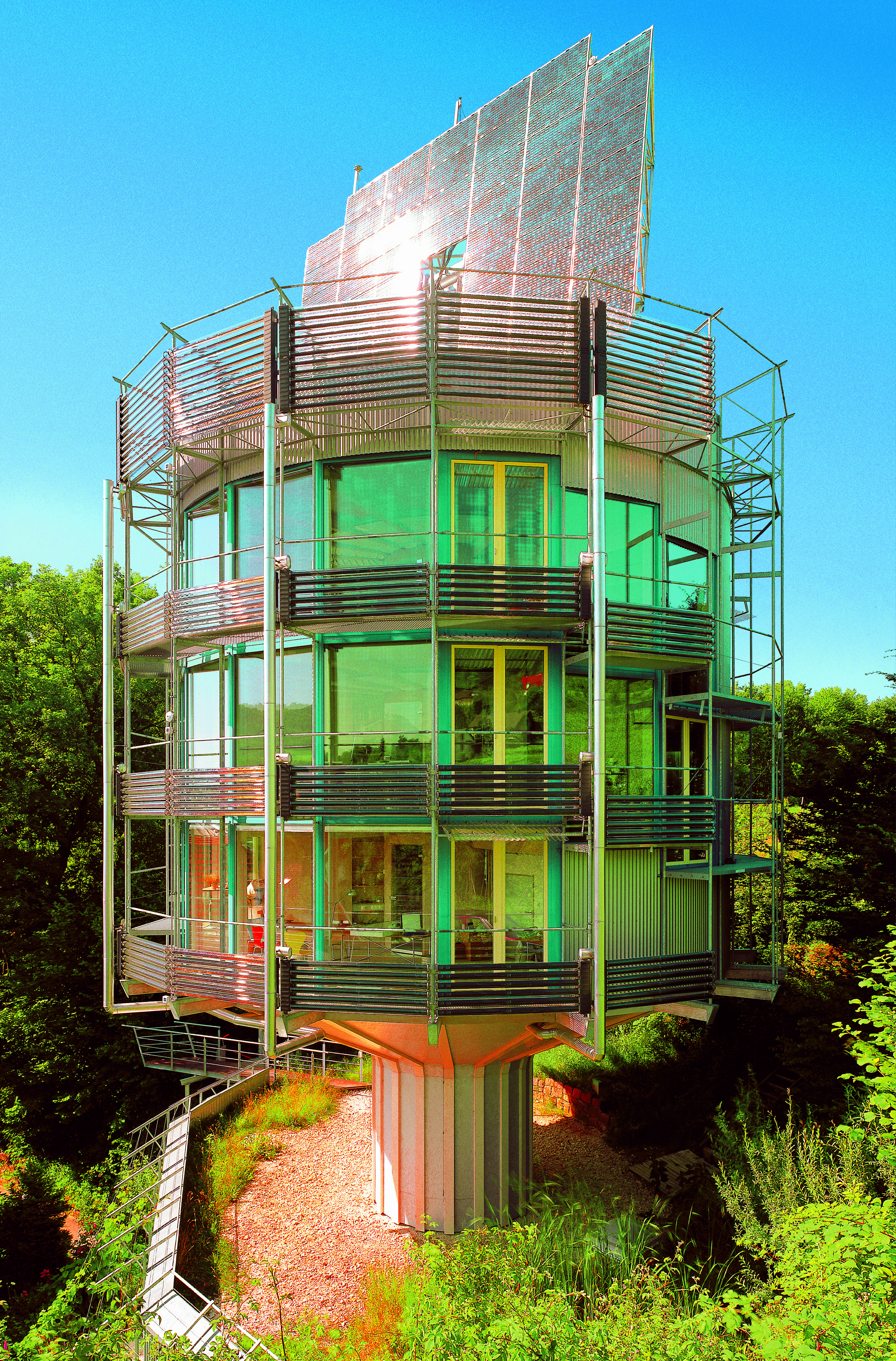
خانه آفتابگردان در فرایبورگ

## انرژی مثبت (Plus Energy)
ایده انرژی مثبت توسط رولف دیچ توسعه پیدا کرد تا یک ساختار بازده انرژی بی‌نهایت را نشان بدهد بنابراین باید تعادل انرژی مثبت را نگه بدارد یا در حقیقت به جای مصرف انرژی بیشتر آن را تولید بکند. در واقع دیچ با اتمام محل اقامت خصوصی خود «خانه آفتابگردان» در سال ۱۹۹۴ توانست اولین خانهٔ انرژی مثبت را در جهان ایجاد کند. منطق مطلق یک خانه برای دیچ این است که بیشتر به جای مصرف انرژی بتواند آن را تولید کند و همچنین یک ادراک عالی برای دیچ به همراه داشته باشد.
هدف بعدی او فضاهای مسکونی، تجاری و خرده فروشی بوده است. همان‌طور که ایده‌هایشان پیشرفت کرد و پشتوانهٔ مالیشان قوی تر شد، دیچ با مجوز انرژی مثبت چند پروژهٔ دیگر ساخت. انرژی مثبت یک ایده ساده است که در طراحی تکنیکی جامه عمل به خود پوشانده است. دیچ ادعا می‌کند که انرژی مثبت یک اصل زیست‌محیطی ضروری است. دیچ معتقد است که ساختمان‌های مجهول (passive homes) کافی نیستند زیرا ساختمان‌های مجهول هنوز هم گاز کربن دی‌اکسید را به اتمسفر منتشر می‌کنند-ما می‌توانیم خانه‌هایمان را فعال خورشیدی کنیم.

### طراحی مجموعه
طراحی مجموعه با توسعه پایدار همراه است در نتیجه رولف دیچ بیشتر طراحی و برنامه‌ریزیش را به هم زیستی محیط اطراف پروژه‌هایش اهدا کرده است. یک مجموعه خورشیدی هویت و اعتبار عمومی بالایی را کسب می‌کند. دیچ می‌گوید که با طراحی اش می‌توان ساکنان خوب، تعهدات نو و محیط‌های کاری خلاقانه را ایجاد کرد. دیچ همیشه هدف خود را خلق مجموعه‌ای با استفاده‌های ترکیبی برای یک ایده برنامه‌ریزی اکولوژی قرار می‌دهد. مانند: کنترل ترافیک با پیاده‌روهای عریض جالب، مسیری برای عبور دوچرخه و مسیرهای ارتباطی بین وسایل نقلیه عمومی. به عنوان مثال ساکنان دهکده خورشیدی از دوچرخه به جای ماشین استفاده می‌کنند به‌طوری‌که یک منطقه بدون ماشین ایجاد شده که در آن وسایل نقلیه عمومی فراوانی وجود دارد. دیچ هم چنین راه حل‌های مجموعه را برای انرژی یکی می‌کند. برای مثال یک واحد هم تولیدی بیومس بسیار مناسب است که نیاز حرارتی اضافه (کاهش یافته) برای خانه‌های انرژی مثبتش را تأمین می‌کند.

### جایزه‌ها
2008 German Sustainability Award
2007-08 Japanese PEN-Magazine Creativity Award
2006 Germany's most beautiful housing community
2005 Wuppertal Energy and Environment Prize
2003 Global Energy Award
2002 European Solar Prize
2001 Photovoltaic Architecture Prize Baden-Württemberg

## لینک‌های اضافی
- Solar Settlement and Sun Ship Video
- Official website of the Heliotrop[پیوند مرده] (انگلیسی)
- Freshome.com: brief description with pictures
- Article in Chinese with some pictures of the house (Chamorro)
- وبسایت رسمی شهر فرایبورگ
- وبسایت رسمی رولف دیش